# Bogomołow (obwód kurski)
Bogomołow (ros. Богомолов) – chutor w zachodniej Rosji, w sielsowiecie skoworodniewskim rejonu chomutowskiego w obwodzie kurskim.

## Geografia
Miejscowość położona jest 4 km od centrum administracyjnego sielsowietu skoworodniewskiego (Skoworodniewo), 20 km od centrum administracyjnego rejonu (Chomutowka), 95 km od Kurska.
W granicach miejscowości znajduje się 20 posesji.

## Demografia
W 2015 r. miejscowość zamieszkiwało 14 osób.